# سويرو (سردشت)
سويرو هي قرية في مقاطعة سردشت، إيران. عدد سكان هذه القرية هو 284 في سنة 2006.